# Lisović
Lisović (Servisch cyrillisch Лисовић) is een plaats in de Servische gemeente Barajevo. De plaats telt 1057 inwoners (2002).